# Racing with the Sun
Albums de Chinese Man
The Groove Sessions Vol. 2
(2009) Live à la Cigale
(2012)
Racing with the Sun est le premier album d'inédits du collectif de DJs Chinese Man, sorti en 2011.
Il est suivi en 2012 de l'album de remixes Remix with the Sun.

## Liste des titres
| No  | Titre                                                                                  | Compositeur                   | Durée |
| --- | -------------------------------------------------------------------------------------- | ----------------------------- | ----- |
| 1.  | Introduction (Morning Sun)                                                             |                               | 1:54  |
| 2.  | One Past (featuring Iwank (trombone))                                                  |                               | 4:52  |
| 3.  | If You Please                                                                          |                               | 4:22  |
| 4.  | Miss Chang (featuring Cyph4, Taiwan MC)                                                |                               | 4:09  |
| 5.  | Saudade (featuring Simon Caillat (contrebasse électrique) et Marc Pujol (percussions)) |                               | 4:48  |
| 6.  | Stand! (featuring Plex Rock)                                                           | Kamal Attia, Mohamed El Mouji | 4:27  |
| 7.  | Racing With The Sun (featuring Richard Bernardo (guitare))                             |                               | 4:06  |
| 8.  | Down                                                                                   |                               | 4:09  |
| 9.  | In My Room (featuring Tomapam (guitare))                                               |                               | 4:04  |
| 10. | Get Up (featuring Ex-I, Lush One, Plex Rock)                                           |                               | 4:01  |
| 11. | Ta Bom (featuring General Elektriks, Tomapam (guitare))                                |                               | 3:33  |
| 12. | J.o.g.j.a (featuring Dubyouth, Kill the DJ, M2MX)                                      |                               | 3:23  |
| 13. | The King (featuring Patrick Goraguer (percussions, clavier))                           |                               | 6:53  |

## Samples
- L'introduction de l'album Morning Sun commence par une citation d'Orson Welles ("If the sound[…]"), et contient des extraits de l'Invitation au voyage de Charles Baudelaire.
- Le morceau Stand! reprend des samples déjà utilisés par Public Enemy dans leur morceau Can't hold us back.
- Racing With the Sun est une reprise de la chanson du même nom par Ella Jenkins et contient un extrait du film The Holy Mountain[Lequel ?][réf. nécessaire].
- Le morceau If You Please contient des dialogues du film Citizen Kane de Orson Welles
- Le morceau Down commence sur un extrait du film L'An 01 lorsque la bourse s'effondre à Wall Street, et finit sur un extrait de la version française du film Easy Rider « Hé, hé, alors si on s'casse on y va quoi, grouillons nous ! », cité par le personnage de Billy (Dennis Hopper).
- In my Room est basé sur une chanson du même nom par Nancy Sinatra. On y entend également des extraits des films Meurtres dans la 110e rue et Snake Eyes.
- Get Up est une reprise du morceau Get Up, Get Out du groupe The Weavers (1963)
- Dans One Past, on peut entendre des paroles de Jim Morrison : « Jumped, humped, born to suffer. Made to undress in the wilderness» extrait de son poème "Angels and Sailors" enregistré puis mis en musique sur l'album An American Prayer : Jim Morrison en 1978.